# Le Parvenu (film)
Pour plus de détails, voir Fiche technique et Distribution.
Le Parvenu est un film burkinabé réalisé par Yacouba Napon et sorti en 2018.

## Résumé
Rami, une jeune fille quitte son domicile à la suite d'une dispute avec ses parents. Elle aménage chez son copain Toussiant dans le domicile familial de ce dernier. Lalé, leur voisin d'à côté les jaloux et se rend chez un marabout afin de les nuire. 

## Équipe technique
- Producteur : Yacouba Napon[3],
- 1er assistant réalisateur : Noa Albert Ouédraogo
- opérateur en chef : Salomon Tapsoba
- Fils : Yacouba Gneme
- Costumes / Maquillage : Marie-Christine Kansole
- Photographe : Iso Moussa Keita
- Electro ː Boukary Zongo
- Montage : Yacouba Napon
- Pays d'origine : Burkina Faso
- Durée : 100 minutes
- Date : 2018

## Distribution
- Salimata Sawadogo dans le rôle de Rama
- Assane Longane dans le rôle de Toussaint, le fiancé de Rama
- Souleymane Oueremi dans le rôle d'Amidou, le père de Rama
- Alizéta Seynou dans le rôle d'Estelle, la mère de Rama
- Jean Blaise Silga comme Oncle Joseph, Oncle Estelle
- Roger Zami Guébré dans le rôle de grand-père
- Aï Keita Yara dans le rôle de grand-mère
- Fatimata Compaoré comme Koro, la mère de Toussaint
- Ousséni Sawadogo comme Pierre, le père de Toussaint
- Abdramane Zampaligre dans le rôle de P.-DG
- Léon S. Dakissaga dans le rôle de Jacques
- Soumaïla Nikiema dans le rôle de Lalé
- Alassane Ouédraogo dans le rôle de Joachin
- Elisabeth Kambire dans le rôle d'Alizéta
- Kadi Traoré dans le rôle de MaÏ
- Djeneba Ouedraogo dans le rôle de Sarah